# St. Alfons (Berlin)
St. Alfons ist eine am 31. Januar 1932 benedizierte römisch-katholische Kirche an der Beyrothstraße 2 / Ecke Emilienstraße 23 im Berliner Ortsteil Marienfelde des heutigen Bezirks Tempelhof-Schöneberg. Sie gehört seit dem 1. Januar 2022 zur Pfarrei St. Maria – Berliner Süden im Erzbistum Berlin. Die Basilika wurde vom Architekten Josef Bischof entworfen. In seinem Architekturstil wirkt die Neue Sachlichkeit nach.

## Geschichte
Zwei katholische Siedlungen, die Siedlung Mariengarten nahe dem ehemaligen Kloster Vom Guten Hirten und die Stadtrandsiedlung Marienfelde, gelten als Ausgangspunkte für die Bildung einer katholischen Kirchengemeinde in Marienfelde. 1928 fand sich der Orden der Redemptoristen bereit, eine Niederlassung in Berlin zu errichten und die Seelsorge für dieses Gebiet zu übernehmen. Er errichtete in Marienfelde trotz der schweren Wirtschaftsdepression jener Jahre den Gebäudekomplex aus Kloster und Kirche und wählte als Namenspatron ihren Ordensgründer Alfonso Maria de Liguori. 1942 wurde St. Alfons selbstständige Kuratie. Im Zweiten Weltkrieg wurde der Gebäudekomplex beschädigt. Die Kirche wurde bereits 1945 notdürftig wiederhergestellt, das Kloster wurde erst 1952 wieder aufgebaut.
Im Jahr 1974 entstand neben dem Kloster ein Gemeindezentrum. In den Jahren von 1949 bis 1961 waren die Redemptoristen mit der Seelsorge für die Flüchtlinge aus Ostdeutschland im Notaufnahmelager Marienfelde betraut. 1965 wurde St. Alfons vermögensrechtlich von der Mutterpfarrei Maria Frieden unabhängig. Ein kleiner Teil der Kuratie wurde schon 1967 an die neue Pfarrei der Kirche Zu den heiligen Märtyrern von Afrika abgegeben. 1970 werden die neu gegründeten Pfarreien Vom Guten Hirten und Von der Auferstehung Christi ausgegliedert. Die Kuratie St. Alfons wird 1995 Pfarrei. 2005 fusionierten die Gemeinden von St. Alfons und Vom Guten Hirten. Seit 2017 gehörte die Gemeinde zum Pastoralen Raum Lankwitz-Marienfelde.
2020 wurde die Kirche anlässlich der 800-Jahr-Feier Marienfeldes Teil des Kunstprojekts Paste Up History – Marienfelde Goes Street Art des Künstlerduos Maria Vill und David Mannstein. Hierbei wurde an der Fassade über dem Haupteingang die Fotografie eines Redemptoristen angebracht, der den Text „Die Barmherzigkeit erhebt sich über das Gericht“ schreibt (Jakobus 2,13 ).

## Baubeschreibung

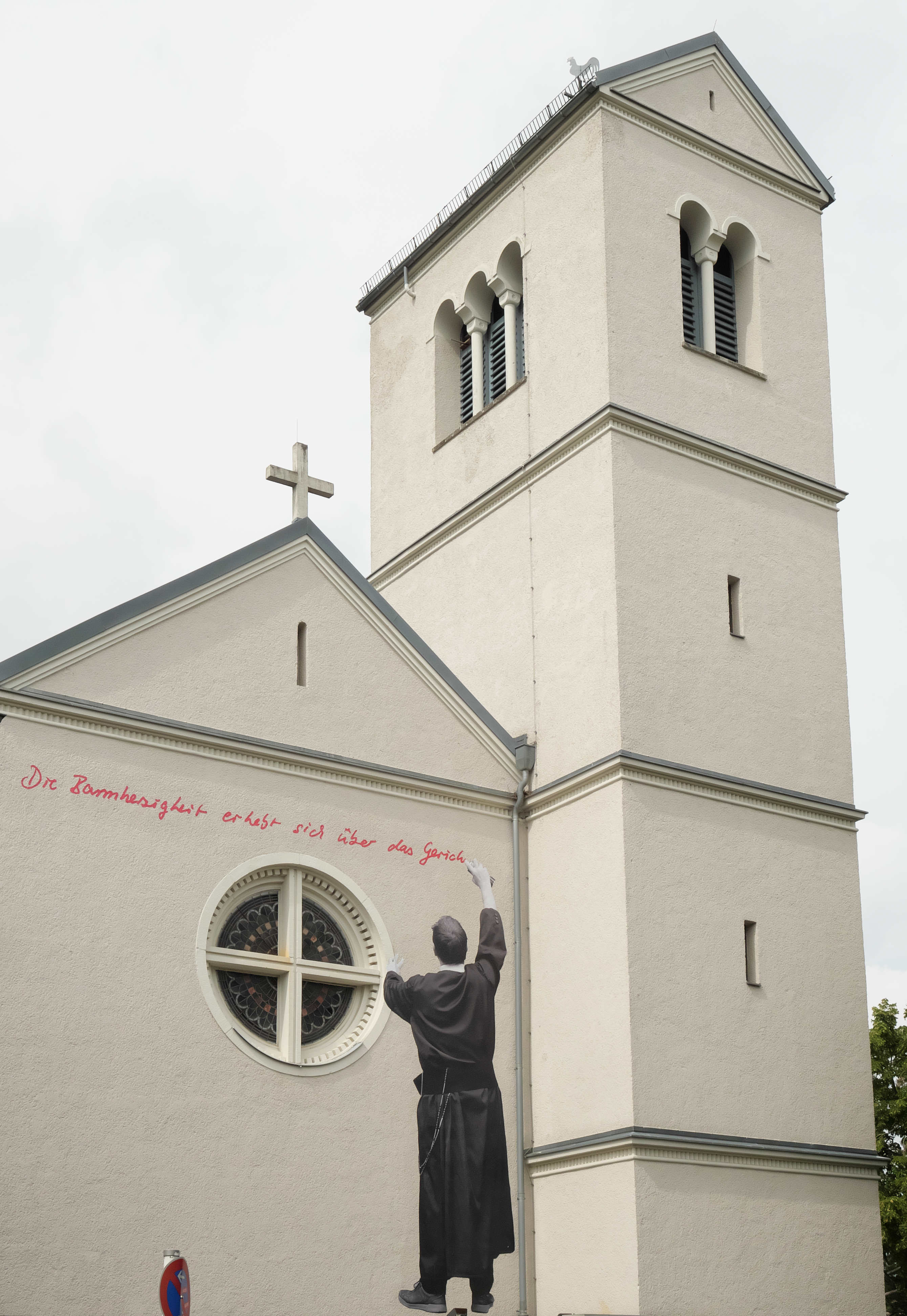
Ein Redemptorist im Rahmen des Projekts Paste Up History - Marienfelde Goes Street Art im Jahr 2020

Die 1931–1932 gebaute Kirche St. Alfons gehört zu den historistischen Bauten der späten 1920er und 1930er Jahre. Der Architekt Josef Bischof hatte gleichzeitig auch wesentliche Teile der im versetzten Zeilenbau errichteten Siedlung entworfen. Bischof war von seinem Entwurf der Kirche nicht recht überzeugt, weil er auf Wunsch des Bauherrn eine Basilika mit romanischen Anklängen errichten musste. Die schwierige Aufgabe für den Architekten lag darin, einerseits dem Wunsche des Bauherrn gerecht zu werden, andererseits einem zeitgemäßen Formgefühl angemessen zu entsprechen. Der verputzte Mauerwerksbau entstand als dreischiffige Basilika ohne Querschiff, mit leicht eingezogenem Chor und halbrunder Apsis und niedrigen Anbauten für Kapelle und Sakristei. An der Gartenseite verbindet ein Kreuzgang den Chor mit dem ehemaligen Klostergebäude.
Das Satteldach des hochgezogenen Mittelschiffs ruht auf einer Decke aus Beton. Der Chor hat außen ein Satteldach mit einem Dachfenster, innen eine Flachdecke mit einem Oberlicht. Die Seitenschiffe sind mit Pultdächern bedeckt. Die Obergaden sind sehr hoch, sodass das Innere im Langhaus viel Licht erhält. Umso gedrungener fallen Innen die kreuzgewölbten fünf Joche der Seitenschiffe aus, die durch rundbogige Arkaden auf einfachen Pfeilern abgetrennt sind.
Im dritten Joch der Arkade des rechten Seitenschiffs ist eine Kapelle für das Taufbecken angefügt.
In der Mitte des Giebels des Mittelschiffs prangt ein Radfenster. Die Fensterverglasung aus der Erbauungszeit zeigt sieben Werke der Barmherzigkeit. 1981 wurde die Kirche im Sinne der Liturgiereform des Zweiten Vatikanischen Konzils verändert, ein neuer Volksaltar wurde aufgestellt.
Paul Brandenburg schuf einen Ambo, einen Tabernakel auf einer Stele und ein Altarkreuz. Von ihm stammen auch die bronzenen Reliefs der Kreuzwegstationen. Ein Bildnis des Ordensgründers malte Naschitzki. 1959 erhielt die Kirche eine Orgel mit 17 Registern auf zwei Manualen und Pedal, gebaut von der Firma Gebrüder Stockmann aus Werl.
Der hohe, durch Gurtgesimse mit darunter liegendem Fries in vier Geschosse geteilte Glockenturm wurde asymmetrisch an die rechte Seite der Fassade gesetzt. Hinter den romanisierenden Klangarkaden des Turms hängt in der Glockenstube nur noch eine Glocke aus Bronze, die 1930 von Petit & Gebr. Edelbrock gegossen wurde. Die übrigen wurden im Krieg eingeschmolzen. Die einzige Glocke, die den Zweiten Weltkrieg überlebt hat, wiegt 300 Kilogramm, hat einen Durchmesser von 85 und eine Höhe von 65 Zentimetern, trägt die Inschrift „ST. JOSEPH 1930“ und klingt im Schlagton h'.

## Nachweise
1. ↑  die-orgelseite.de: St. Alfons Marienfelde